# Midnight Run
Pour les articles homonymes, voir Midnight Run (homonymie).
Ne doit pas être confondu avec Night Run.
Pour plus de détails, voir Fiche technique et Distribution.
Midnight Run (litt. « course de minuit » ou en argot « une mission facile ») est un film américain produit et réalisé par Martin Brest, sorti en 1988.

## Synopsis
Eddie Moscone est à la tête d'une entreprise financière qui prête de l'argent pour payer des cautions judiciaires, permettant ainsi de laisser les clients hors de détention. Lorsque le client ne se présente pas, et que la caution risque d'être perdue, il emploie des chasseurs de primes qui sont chargés de retrouver puis ramener les fuyards. Jack Walsh et Marvin Dorfler sont deux chasseurs de primes qui travaillent régulièrement avec Eddie.
Un jour, Eddie prête 450 000 dollars pour la caution de Jonathan « le Duc » Mardukas. Il apprend par la suite que Jonathan était un comptable de Jimmy Serrano, un membre haut-placé de la mafia, et qu'il a dérobé quinze millions de dollars à son employeur pour les donner à des œuvres de charité. Risquant la faillite de son entreprise à cause de cette somme, Eddie fait appel à Jack pour 100 000 dollars.
Jack démarre l'enquête, il est approché par Alonzo Mosely et son équipe, qui font partie du FBI, et qui souhaitent arrêter eux-mêmes Jonathan pour leur enquête. À leur tour, deux hommes de main de Serrano viennent et proposent à Jack un million de dollars pour livrer Jonathan.
Jack retrouve Jonathan à New York. Il refuse de coopérer avec la mafia et le FBI, et entreprend un trajet vers Los Angeles avec Jonathan pour toucher la prime. Il doit échapper tout le long du trajet au FBI et à la mafia. Eddie s'impatiente alors, et décide alors de mettre Marvin sur le coup.
La mafia arrive à mettre la main sur Jonathan, et Jack est arrêté par le FBI. Coupable de s'être fait passer pour un agent du FBI, Jack passe un marché avec le FBI : il leur permet d'arrêter Serrano et leur laisse Jonathan en échange.
Jack contacte la mafia pour demander un échange : des fichiers informatiques qui appartenaient à Jonathan mettant en cause Serrano contre Jonathan lui-même. L'échange a lieu, et Serrano est arrêté par le FBI. Jack fait le reste du trajet jusqu'à Los Angeles, mais voulant se venger d'Eddie qui a mis Marvin sur le coup, il décide de laisser libre Jonathan. En remerciement, Jonathan lui donne sa ceinture qui contient 300 000 dollars.

## Fiche technique
Sauf indication contraire, les informations mentionnées dans cette section peuvent être confirmées par la base de données cinématographiques IMDb,  présente dans la section « Liens externes ».
- Titre original et français : Midnight Run
- Réalisation : Martin Brest
- Scénario : George Gallo
- Musique : Danny Elfman
- Direction artistique : James J. Murakami
- Décors : George Nelson
- Costumes : Gloria Gresham
- Photographie : Donald E. Thorin
- Montage : Chris Lebenzon, Michael Tronick et Billy Weber
- Production : Martin Brest
- Société de production : City Light Films ; Universal Pictures (coproduction)
- Société de distribution : Universal Pictures
- Budget : ~ 30 millions de dollars[réf. nécessaire]
- Pays de production :  États-Unis
- Langue originale : anglais
- Format : couleur — Format 35 mm — 1,85:1 — Dolby
- Genre : comédie policière
- Durée : 126 minutes
- Dates de sortie :
  - États-Unis : 11 juillet 1988 (avant-première mondiale à New York)
  - États-Unis : 20 juillet 1988 (sortie en salles)
  - France : 28 septembre 1988

## Distribution
- Robert De Niro (VF : Jacques Frantz) : John Wesley « Jack » Walsh
- Charles Grodin (VF : Michel Papineschi) : Jonathan Mardukas
- Yaphet Kotto (VF : Richard Darbois) : Alonzo Mosely
- John Ashton (VF : Jean-Paul Richepin) : Marvin Dorfler
- Dennis Farina (VF : Marc De Georgi) : Jimmy Serrano
- Joe Pantoliano (VF : Philippe Peythieu) : Eddie Moscone
- Richard Foronjy (VF : Claude Joseph) : Tony Darvo
- Robert Miranda (VF : Hervé Bellon) : Joey
- Jack Kehoe (VF : Jean-Pierre Leroux) : Jerry Geisler
- Wendy Phillips (VF : Anne Deleuze) : Gail
- Philip Baker Hall (VF : Pierre Baton) : Sidney
- Lois Smith (VF : Perrette Pradier) : Mrs. Nelson
- Danielle DuClos : Denise Walsh

## Production

### Tournage
Le tournage a lieu, entre le 26 octobre 1987 et le 20 février 1988, en Arizona et au Nevada, ainsi qu'à New York, en Californie et en Nouvelle-Zélande pour la scène de la rivière.

### Musique
La musique du film est composée par Danny Elfman, dont la bande originale est sortie par MCA Records.

## Accueil

### Box-office
Midnight Run obtient un succès commercial modeste avec 81 613 606 dollars de recettes mondiales, dont 38 413 606 dollars aux États-Unis.
En France, le film totalise 564 995 entrées , même si le film a été amputé de 30 minutes, les scènes de poursuite ayant été supprimées de la version originale[réf. nécessaire].

## Autour du film
- Martin Brest et John Ashton collaborent de nouveau ensemble quatre ans après Le Flic de Beverly Hills.
- Ce film connaît des suites télévisées, en 1994, avec Christopher McDonald dans le rôle de Jack Walsh :
  - Another Midnight Run (en) de James Frawley
  - Midnight Runaround (en) de Frank De Palma
  - Midnight Run for Your Life (en) de Daniel Sackheim

## Suite
Le 8 novembre 2021, on annonce qu'Universal Pictures est en train de développer une suite avec Regina Hall aux côtés de Robert De Niro en tant qu'acteur et producteur.